# Shareef Abdur-Rahim
Julius Shareef Abdur-Rahim (Marietta, 11 december 1976) is een Amerikaans voormalig basketballer. Hij won met het Amerikaans basketbalteam de gouden medaille op de Olympische Zomerspelen 2000 in Sydney.

## Carrière
Abdur-Rahim speelde voor het team van de Universiteit van Californië - Berkeley, voordat hij in 1996 zich kandidaat stelde voor de NBA draft. Hij werd als derde gekozen door de Vancouver Grizzlies. Hij speelde vijf seizoenen voor de Grizzlies voordat hij geruild werd samen met Jamaal Tinsley naar de Atlanta Hawks. De Grizzlies kregen in de ruil Pau Gasol, Brevin Knight en Lorenzen Wright.
Hij speelde twee seizoenen en een half voor de Hawks voordat hij geruild werd samen met Dan Dickau en Theo Ratliff naar de Portland Trail Blazers, de Hawks kregen in de ruil Wesley Person en Rasheed Wallace. Bij Portland speelde hij anderhalf seizoen voordat hij als vrije speler tekende bij de Sacramento Kings. Na drie seizoenen bij de Kings stopte hij met basketballen.
Alford werd ook opgenomen in de Amerikaanse selectie voor de Olympische Zomerspelen van 2000 in Sydney. Tijdens deze Olympische Spelen speelde hij aan de zijde van o.a. Vince Carter, Ray Allen en Kevin Garnett mee in alle 8 wedstrijden, inclusief de finale tegen Frankrijk die ze ook winnend afsloten. Gedurende deze wedstrijden scoorde hij 51 punten.
Na zijn carrière als speler was hij enkele seizoenen assistent bij de Sacramento Kings. Sinds 2018 is hij directeur van de NBA G League.

## Erelijst
- NBA All-Star: 2002
- NBA All-Rookie First Team: 1997
- Olympische Zomerspelen: 2000

## Statistieken

### Regulier seizoen
| Seizoen  | Team                   | WG  | WS  | MPW  | 2P%   | 3P%   | FW%   | RPW  | APW | SPW | BPW | PPW  |
| -------- | ---------------------- | --- | --- | ---- | ----- | ----- | ----- | ---- | --- | --- | --- | ---- |
| 1996/97  | Vancouver Grizzlies    | 80  | 71  | 35,0 | 45,3  | 25,9  | 75,6  | 6,9  | 2,2 | 1,0 | 1,0 | 18,7 |
| 1997/98  | Vancouver Grizzlies    | 82  | 82  | 36,0 | 48,5  | 41,2  | 78,4  | 7,1  | 2,6 | 1,1 | 0,9 | 22,3 |
| 1998/99  | Vancouver Grizzlies    | 50  | 50  | 40,4 | 43,2  | 30,6  | 84,1  | 7,5  | 3,4 | 1,4 | 1,1 | 23,0 |
| 1999/00  | Vancouver Grizzlies    | 82  | 82  | 39,3 | 46,5  | 30,2  | 80,9  | 10,1 | 3,3 | 1,1 | 1,1 | 20,3 |
| 2000/01  | Vancouver Grizzlies    | 81  | 81  | 40,0 | 47,2  | 18,8  | 83,4  | 9,1  | 3,1 | 1,1 | 1,0 | 20,5 |
| 2001/02  | Atlanta Hawks          | 77  | 77  | 38,7 | 46,1  | 30,0  | 80,1  | 9,0  | 3,1 | 1,3 | 1,1 | 21,2 |
| 2002/03  | Atlanta Hawks          | 81  | 81  | 38,1 | 47,8  | 35,0  | 84,1  | 8,4  | 3,0 | 1,1 | 0,5 | 19,9 |
| 2003/04  | Atlanta Hawks          | 53  | 53  | 36,9 | 48,5  | 21,7  | 88,0  | 9,3  | 2,4 | 0,8 | 0,4 | 20,1 |
| 2003/04  | Portland Trail Blazers | 32  | 3   | 22,8 | 44,7  | 36,4  | 83,2  | 4,5  | 1,5 | 0,8 | 0,6 | 10,0 |
| 2004/05  | Portland Trail Blazers | 54  | 49  | 34,6 | 50,3  | 38,5  | 86,6  | 7,3  | 2,1 | 0,9 | 0,5 | 16,8 |
| 2005/06  | Sacramento Kings       | 72  | 30  | 27,2 | 52,5  | 22,7  | 78,4  | 5,0  | 2,1 | 0,7 | 0,6 | 12,3 |
| 2006/07  | Sacramento Kings       | 80  | 45  | 25,2 | 47,4  | 15,0  | 72,6  | 5,0  | 1,4 | 0,7 | 0,5 | 9,9  |
| 2007/08  | Sacramento Kings       | 6   | 0   | 8,5  | 21,4  | 0,0   | 100,0 | 1,7  | 0,7 | 0,2 | 0,0 | 1,7  |
| Carrière | Carrière               | 830 | 704 | 34,8 | 47,2  | 29,7  | 81,0  | 7,5  | 2,5 | 1,0 | 0,8 | 18,1 |
| All-Star | All-Star               | 1   | 0   | 21,0 | 100,0 | 100,0 | 0,0   | 6,0  | 0,0 | 0,0 | 0,0 | 9,0  |

### Play-offs
| Seizoen  | Team             | WG | WS | MPW  | 2P%  | 3P% | FW%  | RPW | APW | SPW | BPW | PPW |
| -------- | ---------------- | -- | -- | ---- | ---- | --- | ---- | --- | --- | --- | --- | --- |
| 2006     | Sacramento Kings | 6  | 0  | 21,5 | 53,5 | 0,0 | 60,0 | 4,8 | 1,2 | 0,3 | 0,0 | 9,2 |
| Carrière | Carrière         | 6  | 0  | 21,5 | 53,5 | 0,0 | 60,0 | 4,8 | 1,2 | 0,3 | 0,0 | 9,2 |